# Locatourisme
Le locatourisme est une forme de tourisme durable qui consiste à partir de chez soi autour d'un rayon de 100 miles soit environ 161 km pour près de 1 012 kilomètres de circonférence et une aire de 81 391 kilomètre. Il est inspiré à la fois du locavorisme prônant la consommation de nourriture produite dans un rayon allant de 100 à 250 kilomètres maximum autour de son domicile, et du tourisme expérimental développé par le LAboratoire de TOURisme EXpérimental (LATOUREX).
Les moyens de locomotion favorisés sont ceux doux afin de limiter les impacts énergétiques. Une consommation modeste et une alimentation biologique, de préférence de saison et locale sont privilégiées.